# 28 février dans les chemins de fer
28 janvier 28 mars
Chronologies thématiques
- Croisades
- Sports
- Disney

Cette page concerne les événements qui se sont déroulés un 28 février dans les chemins de fer.

## Événements

### XIXesiècle
- 1827. États-Unis : mise en service du Baltimore and Ohio Railroad, première ligne de chemin de fer des États-Unis.

- 1865, France : premiers essais d'une locomotive Fell entre Lanslebourg et le col du Mont-Cenis, en vue de la création du chemin de fer du Mont-Cenis.

### XXIesiècle
- 2001, Grande-Bretagne : un grave accident ferroviaire fait 13 morts et 75 blessés à Great Heck, près de Selby (Comté de North Yorkshire, au nord du pays).
- 2014, France : réouverture de la ligne Nantes - Châteaubriant en tram train.
- 2023 : en Grèce, une collision entre un train de voyageurs et un autre de fret près de Larissa entraîne la mort d'au moins 57 personnes et en blesse au moins 85 autres[1].